# BTZ-5276-04
BTZ-5276-04 – typ wysokopodłogowego trolejbusu miejskiego, wytwarzanego seryjnie w latach 2002–2007 w zakładach BTZ, w mieście Ufa, stolicy rosyjskiego Baszkortostanu.

## Konstrukcja
BTZ-5276-04 to wysokopodłogowy trolejbus z nadwoziem dwuosiowym wywodzący się konstrukcyjnie od modelu ZiU-9. Po prawej stronie znajduje się troje drzwi składanych, przy czym przednie drzwi są jednopłatowe, a środkowe i tylne dwupłatowe. Tylna oś napędzana jest jednym silnikiem prądu stałego. Rozruch silnika następuje poprzez stopniowe zmniejszanie rezystancji oporów rozruchowych. Obwody pomocnicze zasilane są z przetwornicy statycznej napięciem prądu stałego równym 24 V. Oświetlenie przedziału pasażerskiego stanowią lampy fluorescencyjne.